# Morti nel 1535
| Questa pagina contiene informazioni ricavate automaticamente dalle voci biografiche con l'ausilio del template Bio e di un bot. L'aggiornamento è periodico e automatico e ricostruisce completamente la pagina. Se manca una persona in questa lista, sei pregato di non aggiungerla, ma accertati piuttosto che la sua voce biografica contenga il template Bio e che i dati anagrafici siano correttamente compilati. Se il template Bio manca, inseriscilo tu stesso o, in alternativa, metti l'avviso {{tmp\|Bio}} che ne segnala la mancanza. Se i dati riportati sono sbagliati, correggi direttamente la voce biografica; le modifiche saranno visibili in questa lista entro pochi giorni. Per chiarimenti vedi il progetto biografie. La lista contiene solo le 57 persone che sono citate nell'enciclopedia e per le quali è stato implementato correttamente il template Bio. Pagina aggiornata al 18 ago 2025. |

## Febbraio(2)
- 18 febbraio - Agrippa von Nettesheim, alchimista, astrologo e esoterista tedesco (n. 1486)
- 28 febbraio - Wolter von Plettenberg, tedesco

## Marzo(3)
- 5 marzo - Lorenzo Costa, pittore italiano (n. 1460)
- 7 marzo - Ettore I Pignatelli, nobile, politico e militare italiano
- 26 marzo - Georg Tannstetter, umanista, astrologo e astronomo tedesco (n. 1482)

## Aprile(2)
- 4 aprile - Beatrice di Baden, nobildonna tedesca (n. 1492)
- 22 aprile - Louis de Gorrevod de Challand, cardinale e vescovo cattolico italiano (n. 1473)

## Maggio(5)
- 4 maggio - Giovanni Houghton, monaco cristiano e abate inglese
- 4 maggio - Robert Lawrence, monaco cristiano e abate inglese
- 4 maggio - Richard Reynolds, religioso e teologo inglese
- 4 maggio - Agostino Webster, monaco cristiano e abate inglese
- 26 maggio - Francesco Berni, scrittore, poeta e drammaturgo italiano (n. 1497)

## Giugno(4)
- 6 giugno - Lorenzo da Villamagna, presbitero italiano (n. 1476)
- 10 giugno - Vlad VIII Vintilă de la Slatina, principe
- 22 giugno - John Fisher, cardinale, vescovo cattolico e umanista inglese (n. 1469)
- 25 giugno - Rumiñahui, condottiero inca

## Luglio(4)
- 6 luglio - Tommaso Moro, umanista, scrittore e politico inglese (n. 1478)
- 9 luglio - Antonio Duprat, arcivescovo cattolico e cardinale francese (n. 1463)
- 11 luglio - Gioacchino I di Brandeburgo, nobile (n. 1484)
- 28 luglio - Esteban Gabriel Merino, cardinale e patriarca cattolico spagnolo (n. 1472)

## Agosto(4)
- 3 agosto - Pier Francesco Florenzuoli, architetto italiano (n. 1470)
- 10 agosto - Ippolito de' Medici, cardinale e arcivescovo cattolico italiano (n. 1511)
- 11 agosto - Giovanni Mauro d'Arcano, poeta italiano
- 31 agosto - Bosio II Sforza di Santa Fiora, nobile e militare italiano

## Settembre(2)
- 23 settembre - Caterina di Sassonia-Lauenburg, nobile (n. 1513)
- 30 settembre - Giovanni Martini, pittore italiano

## Ottobre(3)
- 5 ottobre - Bernardo di Lussemburgo, teologo tedesco
- 8 ottobre - Blasco Lanza, nobile, avvocato e politico italiano (n. 1466)
- 24 ottobre - Francesco II Sforza, storico italiano (n. 1495)

## Novembre(2)
- 18 novembre - Piero de Ponte, nobile italiano (n. 1462)
- 24 novembre - Ulrich Zasius, giurista e umanista tedesco (n. 1461)

## Dicembre(3)
- 3 dicembre - Mattia Ugoni, vescovo cattolico italiano (n. 1445)
- 13 dicembre - Giovanni Paolo I Sforza, condottiero italiano (n. 1497)
- 13 dicembre - Antonio Manrique de Lara, militare spagnolo

## Senza giorno specificato(23)
- Bernardo Accolti, poeta, drammaturgo e politico italiano (n. 1458)
- Akechi Mitsutsuna, militare giapponese (n. 1497)
- Francesco Albani, politico e diplomatico italiano (n. 1473)
- Simón de Alcazaba y Sotomayor, esploratore portoghese (n. 1470)
- Augustin von Alvelt, religioso tedesco (n. 1480)
- Girolamo Angeriano, umanista italiano (n. 1470)
- Aristobulo Apostolio, umanista bizantino
- Baccio da Montelupo, scultore e architetto italiano (n. 1469)
- Giovanni Badoer, poeta, politico e diplomatico italiano (n. 1465)
- Bartolomeo de' Cordoni da Città di Castello, religioso italiano
- Franjo Bosanac, compositore bosniaco (n. 1485)
- Benedetto Coda, pittore italiano
- Dmitrij Gerasimov, diplomatico, filologo e scrittore russo (n. 1465)
- Pedro Manuel Jiménez de Urrea, scrittore e poeta spagnolo (n. 1486)
- Kurtoğlu Muslihiddin Reis, corsaro e ammiraglio ottomano (n. 1487)
- Roberto Maranta, giurista italiano (n. 1490)
- Guido Naldi, condottiero italiano
- Girolamo Scolari, religioso italiano (n. 1459)
- Alessio Tramello, architetto italiano (n. 1455)
- Rodrigo de Triana, marinaio spagnolo (n. 1469)
- Gustav Trolle, arcivescovo cattolico svedese (n. 1488)
- Cristofano Robétta, orafo e incisore italiano (n. 1462)
- Antonio di Saliba, pittore italiano (n. 1466)